# Ceratina dentipes
Ceratina dentipes är en biart som beskrevs av Heinrich Friese 1914. Den ingår i släktet märgbin och familjen långtungebin. Inga underarter finns listade i Catalogue of Life. Arten finns i Sydöstasien och, introducerad, på öarna i södra Stilla havet.

## Beskrivning
Ceratina dentipes är ett litet bi, med en längd på 4,5 till 6 mm för honor, under 5 mm för hanar. Grundfärgen är svart, med krämfärgade markeringar på munskölden (clypeus), knölar på främre delen av mellankroppen och skenbenen.

## Utbredning
Utbredningsområdet omfattar Sydöstasien från de japanska Ryukuöarna, Taiwan, Thailand, Vietnam och Filippinerna till Malaysia, Indonesien, Salomonöarna, Vanuatu, Fiji, Samoa, Mauritius, Cooköarna, Franska Polynesien och Hawaii. Förekomsterna i södra Stilla havet (inklusive Hawaii) anses vara införda med hjälp av mänsklig påverkan, och åtminstone på Hawaii betraktas arten som en födokonkurrent till, och ett hot mot de inhemska bina.

## Ekologi
Habitatet utgörs av odlade områden,  kulturskog, byar, trädgårdar och städer. Arten är polylektisk, den besöker blommande växter från flera olika familjer. Som alla märgbin bygger Ceratina dentipes sina larvbon i märgen på olika växter. För denna art utgörs boet av en rak, ogrenad gång med larvceller. Arten kan både vara solitär, med en enda hona som tar hand om hela avkomman, eller primitivt social, där en eller flera döttrar hjälper modern.